# Hyperpolarisation (Biologie)

Hyperpolarisation oder Nachhyperpolarisation nach dem Aktionspotential

Als Hyperpolarisation (engl. hyperpolarization) oder Hyperpolarisierung bezeichnet man in der Biologie und Physiologie eine Steigerung der Membranspannung  an einer Sinnes-, Nerven- oder Muskelzelle über den Ruhewert, was bedeutet, dass die Spannung zwischen der Innen- und Außenseite der Membran noch negativer wird. Die Hyperpolarisation erfolgt durch Aktivierung inhibitorischer Synapsen, durch das Öffnen oder Schließen bestimmter Ionenkanäle oder durch das Anlegen von Spannung geeigneter Polarität an die erregbare Membran. Hyperpolarisation ist das Gegenteil der Depolarisation, bei der das Potential im Zellinneren positiver wird. Durch die Hyperpolarisation wird zugleich – im Sinne einer Hemmung – die Schwelle für die Auslösung einer Erregung angehoben. Der Begriff kann entweder synonym für den der Repolarisation oder nur für die darauffolgende Nachhyperpolarisation verwendet werden.
Im Rahmen eines Aktionspotentials, das zur Erregung einer Zellmembran führt, bewirkt kurz nach der abgeschlossenen Phase der Depolarisation das Öffnen der spannungsabhängigen K+-Kanäle und Cl−-Kanäle zunächst die Phase der Repolarisation, in der das Membranpotential auf das Ruhepotential von etwa −70 mV zurückkehrt, sowie darauf ein Unterschreiten dieses Ruhepotentials um circa 10 bis 30 mV auf etwa −100 mV. Der Grund hierfür ist, dass das Schließen der Kaliumkanäle beim Erreichen des Ruhepotentials lange dauert und in dieser Zeit weiterhin Kaliumionen diffundieren. Man nennt diese auf die Repolarisation folgende Hyperpolarisation auch „Nachpotential“. Es wird vermutet, dass die Hyperpolarisation dazu dienen könnte, die Na+-Kanäle möglichst schnell wieder erregbar zu machen.
In Fotorezeptorzellen liegt das Ruhepotential wegen des Dunkelstroms bei ca. −40 mV. Die Absorption von Photonen löst eine Signalkaskade aus, die zum Schließen von cGMP-abhängigen Na+-Kanälen führt. Dies wiederum bewirkt eine Hyperpolarisation der Membran, womit der äußere Reiz (Licht) in ein elektrisches Signal (Änderung des Membranpotentials) übersetzt ist.